# Jack Ryan: Shadow Recruit
Jack Ryan: Shadow Recruit (Jack Ryan: Operación Sombra en España y Jack Ryan: Código sombra en Hispanoamérica) es una película de acción de 2014 dirigida por Kenneth Branagh. Está protagonizada por Chris Pine, quien interpreta a Jack Ryan, personaje creado por el escritor Tom Clancy. Es la quinta película protagonizada por aquel personaje, y a diferencia de las otras películas no está basada en ninguno de los libros del autor.

## Trama
Después de los atentados de septiembre de 2001, el joven estudiante de la London School of Economics, Jack Ryan (Chris Pine), se convierte en un Oficial de la Infantería de Marina decidiendo dedicar su vida a defender a su patria y su gente. Sirviendo en la guerra de Afganistán, hasta que su columna resulta gravemente herida mientras salva a dos de sus compañeros de la Infantería de Marina cuando su helicóptero es derribado. Durante una larga recuperación en los Estados Unidos, conoce a Cathy Muller (Keira Knightley), una estudiante de medicina que lo ayuda a recuperarse. Más tarde, Thomas Harper (Kevin Costner), un oficial veterano de la CIA, recluta a Jack.
Diez años más tarde, Ryan está trabajando en Wall Street de forma encubierta para la CIA en busca de transacciones financieras sospechosas que indiquen actividad terrorista, mientras que Cathy es ahora su prometida. Cuando Rusia pierde un voto clave ante las Naciones Unidas y los mercados no responden como se esperaba, Ryan descubre que los intereses comerciales rusos poseen miles de millones de dólares, la mayoría de los cuales pertenecen directa o indirectamente al oligarca ruso Viktor Cherevin (Kenneth Branagh), han desaparecido.
El empleador de Jack realiza negocios con uno de los negocios de Cherevin. Cuando Jack encuentra ciertas cuentas inaccesibles para él como auditor, las usa como una excusa legítima para visitar Moscú e investigar. Después de sobrevivir por poco a un atentado contra su vida por parte de un asesino que se hace pasar por su guardaespaldas, Jack contacta a la CIA y se sorprende de que su respaldo sea Harper. Durante su informe en la Plaza Staraya, Ryan explica cómo la red de inversiones internacionales de Cherevin hace que los Estados Unidos sean vulnerables al colapso económico tras un ataque terrorista.
Al día siguiente, Jack se encuentra con Katya, la asistente de Cherevin quien lo acompaña a su oficina. En su reunión, le dicen que la empresa problemática y todos sus activos acaban de venderse, lo que impide una auditoría, y de paso Cherevin invita a Jack a cenar. Mientras tanto, Cathy sospecha que Jack tiene una aventura y vuela a Moscú. Contra el protocolo para parejas no casadas, Jack le revela su empleo en la CIA. Luego, Harper improvisa sobre la situación y convence a Muller para que los ayude a infiltrarse en las oficinas de Cherevin. Más tarde, Ryan y Muller se encuentran con Cherevin en un restaurante de lujo ubicado al frente de su oficina. Ryan, que supuestamente ya había bebido demasiado antes de la cena, actúa de manera grosera y Muller sugiere que "de un paseo". Habiendo obtenido la tarjeta de acceso de Cherevin, Jack ingresa a la oficina de él, donde descarga archivos cruciales de la computadora. Mientras tanto, Cathy permanece con Cherevin distrayéndolo con una variedad de temas, ella nota síntomas que revelan que tiene cirrosis y le pregunta al respecto. Luego de ver lo que Jack y el equipo de la CIA escaparse, Cherevin mata a su jefe de seguridad. 
Inmediatamente, se detecta la actividad sospechosa en la computadora de Cherevin y los guardias corren por el edificio para localizar al intruso. Más adelante, Katya recibe una alerta para encontrar a Cherevin, quien, enfurecido, saca a Cathy del restaurante para regresar a su oficina. En la calle, se encuentran con Ryan, quien se disculpa por su comportamiento y se va con Cathy, pero los hombres de Cheverin localizan e invaden la base del grupo de la CIA y secuestran a Cathy. Enfurecido, Jack la sigue por las calles de Moscú y la rescata.
Mientras volaban de vuelta a Nueva York, Jack y la CIA descubren que Cherevin ha apoyado en secreto las economías estatales chinas y japonesas en apuros durante años, dejando vulnerable a la economía de EE. UU., además de utilizar un certificado de defunción falsificado para colocar a su hijo, Aleksandr, en EE. UU. como agente durmiente. Jack usa su talento para el reconocimiento de patrones para determinar que Aleksandr ejecutará un ataque terrorista en Wall Street. Al regresar a la ciudad de Nueva York, localiza y alcanza un vehículo de respuesta policial falso conducido por Aleksandr, y descubre una bomba dentro del vehículo. Incapaz de desactivar el sofisticado artefacto explosivo, Jack secuestra el vehículo y lo estrella contra el East River mientras salta, logrando que la bomba detone matando a Aleksandr. Entre tanto en Rusia, compañeros conspiradores de Cherevin lo matan para cubrir sus huellas. Posteriormente, Ryan, ahora casado, y Harper son llamados a la Casa Blanca para informar al Presidente sobre su próximo movimiento.

## Reparto
- Chris Pine como Jack Ryan.
- Kevin Costner como Thomas Harper.
- Keira Knightley como Cathy Muller.
- Kenneth Branagh como Viktor Cherevin.
- Nonso Anozie como Embee Deng.
- Colm Feore como Rob Behringer.
- Gemma Chan como Amy Chang.
- David Paymer como Dixon Lewis.